# اندیس آنومالی چنگوری
آنومالی چنگوری یک اندیس فلزی است که در حوالی شهر سلطانیه استان زنجان قرار دارد و مادهٔ معدنی موجود در آن، طلا است.سنگ میزبان این اندیس آبرفت است و دیرینگی آن به دوران سنوزوئیک می‌رسد. 